# Eupithecia lariciata
Eupithecia lariciata (conocida en Europa como polilla del lárice) es una especie de polilla de la familia Geometridae. La especie fue descrita por primera vez por Christian Friedrich Freyer habiendo sido descrita en 1842, con amplia distribución en todo el mundo. El sintipo de la especie fue descrita en los alrededores de la antigua Sarepta (Krasnoarmeisk), Rusia. Las polillas vuelan en una sola generación, de mayo a junio. Les atrae la luz. Las orugas se alimentan de lárices, de ahí su nombre.

## Distribución
Es una especie holártica: se puede encontrar en Europa, incluyendo el norte de España, los Montes Urales, la Llanura de Siberia Occidental y central, el Macizo de Altái, Transbaikalia, Yakutia, el Extremo Oriente, hasta el Océano Pacífico, Mongolia, Corea, Japón y en gran parte de América del Norte, desde Yukón, Columbia Británica y en el este la Isla de Terranova, hasta el este de los Estados Unidos y algunos estados en el oeste de Estados Unidos. La polilla del lárice no es una especie muy común en algunos países como es el caso de los Países Bajos, pero sí es bastante común en otros como Bélgica y Noruega donde se le puede ver en toda el territorio. En estos países, sigue las plantaciones de alerces.

## Descripción
E. lariciata es una polilla pequeña con una envergadura entre 19 a 24 milímetros (0,7 a 0,9 plg), delgada y de color gris a marrón y ocasionalmente verdoso. El color de fondo de las alas anteriores es gris blanquecino con líneas transversales oscuras. El ala anterior está marcada de forma relativamente contrastante con una marcada banda transversal clara cerca del medio, dentro de la cual hay una banda transversal ancha y gris. Presenta una serie de pequeñas manchas oscuras en el margen costal y un mechón de pelos blancos en el tórax. El punto discal es pequeño, negro, ovalado y oblicuo. Las alas posteriores son de color gris blanquecino con una pequeña mancha oscura en la zona tornal. Cuenta con una cresta blanca y mancha en el tórax. La cabeza es marrón claro con manchas crema. El cuerpo es marrón óxido claro con la línea mediodorsal alternativamente oscura y luego tenue, la línea subdorsal y línea espiracular de color amarillo crema muy tenue.
La oruga puede ser muy variable: marrón o verde, con o sin rayas longitudinales claras, y con o sin varias manchas oscuras acampanadas a lo largo del dorso.

### Especies similares
E. lariciata se parece mucho a la Eupithecia subfuscata, pero las alas anteriores son más largas, el color de fondo es más blanco y las líneas transversales de color gris oscuro o negruzco son más angulosas e inclinadas; las alas traseras son más pálidas, y especialmente en los márgenes frontales. También tiene gran parecido a Eupithecia virgaureata y Eupithecia egenaria pero sin la mancha blanca en el tórax. Una determinación correcta sólo se puede hacer mediante las características genitales.

## Estilo de vida
La pequeña oruga vive en especies Larix y la especie se encuentra donde estos crecen alimentándose de las agujas del alerce y se camuflajea bien. Las polillas adultas emergen en vuelo de noche entre mayo y junio, ponen huevos en las acículas y les gusta salir a la luz. 
Las orugas se les ve desde principios de julio hasta agosto o aún octubre. y la pupación ocurre de julio a agosto. La especie es univoltina, pasa el invierno como pupa, en un capullo en hojarasca o suelos de barro.
Se les ha descrito alimentándose de Picea abies en el Reino Unido, especies Juniperus en y en América del Norte se le ha descrito en las agujas de Picea glauca, Picea mariana, Abies balsamea, y Tsuga canadensis. Por su asociación con el abeto de Douglas como Gusano medidor de las agujas de abeto.
Las orugas son parasitadas por varias especies de avispas parásitas (Aleiodes modestus, Angitia, Mesochorus fulgurans, Netelia tarsata, Platylabus lariciatae,), avispas bracónidas (Apanteles juniperatae), especies de la familia Pteromalidae (Habrocytus semotus) y especies de la familia Encyrtidae (Litomastix). Actúan momificando la oruga huésped en su cámara de pupación, pasando el invierno en la momia.